# Hellen Obiri
Hellen Onsando Obiri (ur. 13 grudnia 1989 w Kisii) – kenijska lekkoatletka specjalizująca się w biegach średnich oraz długich.
W 2011 zajęła jedenaste miejsce w biegu na 1500 metrów podczas mistrzostw świata, a w 2012 na dwukrotnie dłuższym dystansie została halową mistrzynią świata. W 2013 zdobyła brąz w biegu na 1500 metrów podczas mistrzostw świata w Moskwie. W marcu 2014 sięgnęła po srebrny medal halowych mistrzostw świata w Sopocie. Złota medalistka IAAF World Relays 2014. W tym samym roku została mistrzynią Afryki na dystansie 1500 metrów. W 2016 w Rio de Janeiro została wicemistrzynią olimpijską w biegu na 5000 metrów. Złota medalistka mistrzostw Kenii. Rok później w Londynie wywalczyła złoty medal mistrzostw świata na tym samym dystansie. Czwarta zawodniczka biegu na 3000 metrów podczas halowych mistrzostw świata w Birmingham (2018). W 2019 obroniła tytuł mistrzowski na dystansie 5000 metrów podczas światowego czempionatu w Dosze. W 2021 zdobyła swoje drugie srebro igrzysk olimpijskich. Medal tego samego koloru zdobyła na mistrzostwach świata w Eugene (2022) w biegu na 10 000 metrów. Dwa lata później w Paryżu wywalczyła brązowy medal olimpijski w maratonie.

## Osiągnięcia
| Rok  | Impreza                      | Miejsce        | Konkurencja         | Pozycja     | Wynik    |
| ---- | ---------------------------- | -------------- | ------------------- | ----------- | -------- |
| 2011 | Światowe igrzyska wojskowych | Rio de Janeiro | bieg na 800 m       | 3. miejsce  | 2:01,86  |
| 2011 | Mistrzostwa świata           | Daegu          | bieg na 1500 m      | 11. miejsce | 4:20,23  |
| 2012 | Halowe mistrzostwa świata    | Stambuł        | bieg na 3000 m      | 1. miejsce  | 8:37,16  |
| 2012 | Igrzyska olimpijskie         | Londyn         | bieg na 1500 m      | 11. miejsce | 4:16,57  |
| 2013 | Mistrzostwa świata           | Moskwa         | bieg na 1500 m      | 3. miejsce  | 4:03,86  |
| 2014 | Halowe mistrzostwa świata    | Sopot          | bieg na 3000 m      | 2. miejsce  | 8:57,72  |
| 2014 | IAAF World Relays            | Nassau         | sztafeta 4 × 1500 m | 1. miejsce  | 16:33,58 |
| 2014 | Mistrzostwa Afryki           | Marrakesz      | bieg na 1500 m      | 1. miejsce  | 4:09,53  |
| 2014 | Puchar interkontynentalny    | Marrakesz      | bieg na 1500 m      | 4. miejsce  | 4:08,15  |
| 2014 | Igrzyska Wspólnoty Narodów   | Glasgow        | bieg na 1500 m      | 6. miejsce  | 4:10,84  |
| 2016 | Igrzyska olimpijskie         | Rio de Janeiro | bieg na 5000 m      | 2. miejsce  | 14:29,77 |
| 2017 | Mistrzostwa świata           | Londyn         | bieg na 5000 m      | 1. miejsce  | 14:34,86 |
| 2018 | Halowe mistrzostwa świata    | Birmingham     | bieg na 3000 m      | 4. miejsce  | 8:49,66  |
| 2018 | Puchar interkontynentalny    | Ostrawa        | bieg na 3000 m      | 3. miejsce  | 8:36,20  |
| 2019 | Mistrzostwa świata           | Doha           | bieg na 5000 m      | 1. miejsce  | 14:26,72 |
| 2019 | Mistrzostwa świata           | Doha           | bieg na 10 000 m    | 5. miejsce  | 30:35,82 |
| 2021 | Igrzyska olimpijskie         | Tokio          | bieg na 5000 m      | 2. miejsce  | 14:38,36 |
| 2021 | Igrzyska olimpijskie         | Tokio          | bieg na 10 000 m    | 4. miejsce  | 30:24,27 |
| 2022 | Mistrzostwa świata           | Eugene         | bieg na 10 000 m    | 2. miejsce  | 30:10,02 |
| 2024 | Igrzyska olimpijskie         | Paryż          | maraton             | 3. miejsce  | 2:23:10  |

## Rekordy życiowe
- Bieg na 800 metrów – 2:00,54 (2011)
- Bieg na 1500 metrów (stadion) – 3:57,05 (2014)
- Bieg na 1500 metrów (hala) – 4:05,04 (2018)
- Bieg na milę – 4:16,15 (2018) rekord Kenii
- Bieg na 3000 metrów (stadion) – 8:20,68 (2014) do 2019 rekord Afryki, do 2025 rekord Kenii
- Bieg na 3000 metrów (hala) – 8:29,41 (2017) rekord Kenii, 10. wynik w historii światowej lekkoatletyki
- Bieg na 5000 metrów – 14:18,37 (2017) były rekord Kenii
- Bieg na 10 000 metrów – 30:10,02 (2022)
- maraton – 2:23:10 (2024)

24 maja 2014 w Nassau kenijska sztafeta 4 × 1500 metrów w składzie Mercy Cherono, Faith Kipyegon, Irene Jelagat i Obiri ustanowiła aktualny rekord świata na tym dystansie (16:33,58).